# Compañía Andaluza de Minas
La Compañía Andaluza de Minas (CAM) fue una empresa minera española que operó entre 1929 y 1996, estando a cargo de las minas del Marquesado. A lo largo de su existencia tuvo una gran implantación en las provincias de Granada y Almería, dedicándose a la extracción del mineral de hierro.

## Historia
La empresa fue constituida en Madrid el 24 de mayo de 1929, contando con un capital nominal de 18 millones de pesetas y una importante presencia de capital francés. Nacía con el fin de operar el coto minero de Alquife, en la provincia de Granada, cuyos criaderos eran ricos en mineral de hierro. Bajo iniciativa de la CAM se puso en marcha la explotación minera a cielo abierto, logrando alcanzarse unas cifras de producción cercanas al millón de toneladas al año. El mineral extraído era transportado en su mayoría por ferrocarril hasta el puerto de Almería. A lo largo de su existencia en el accionariado de la compañía participaron entidades como Peñarroya, el Banco Urquijo o el Banco Hispano Americano. En 1989 la australiana Golden Shamrock Mines Limited se hizo con el 61,46% del capital de la empresa, pero para entonces la explotación minera había dejado de ser económicamente rentable. Tras varios años de crisis, finalmente en 1996 cesó la actividad en Alquife.